# 七號克拉布奧查德鎮區 (北卡羅萊納州梅克倫堡縣)
七號克拉布奧查德鎮區（英語：Township 7, Crab Orchard）是位於美國北卡羅萊納州梅克倫堡縣的一個鎮區。

## 地方資料
七號克拉布奧查德鎮區的面積為13.47平方千米，皆為陸地。根據2020年美國人口普查的數據，當地共有人口5812人，而人口密度為每平方千米431.48人。